# 浜田藩

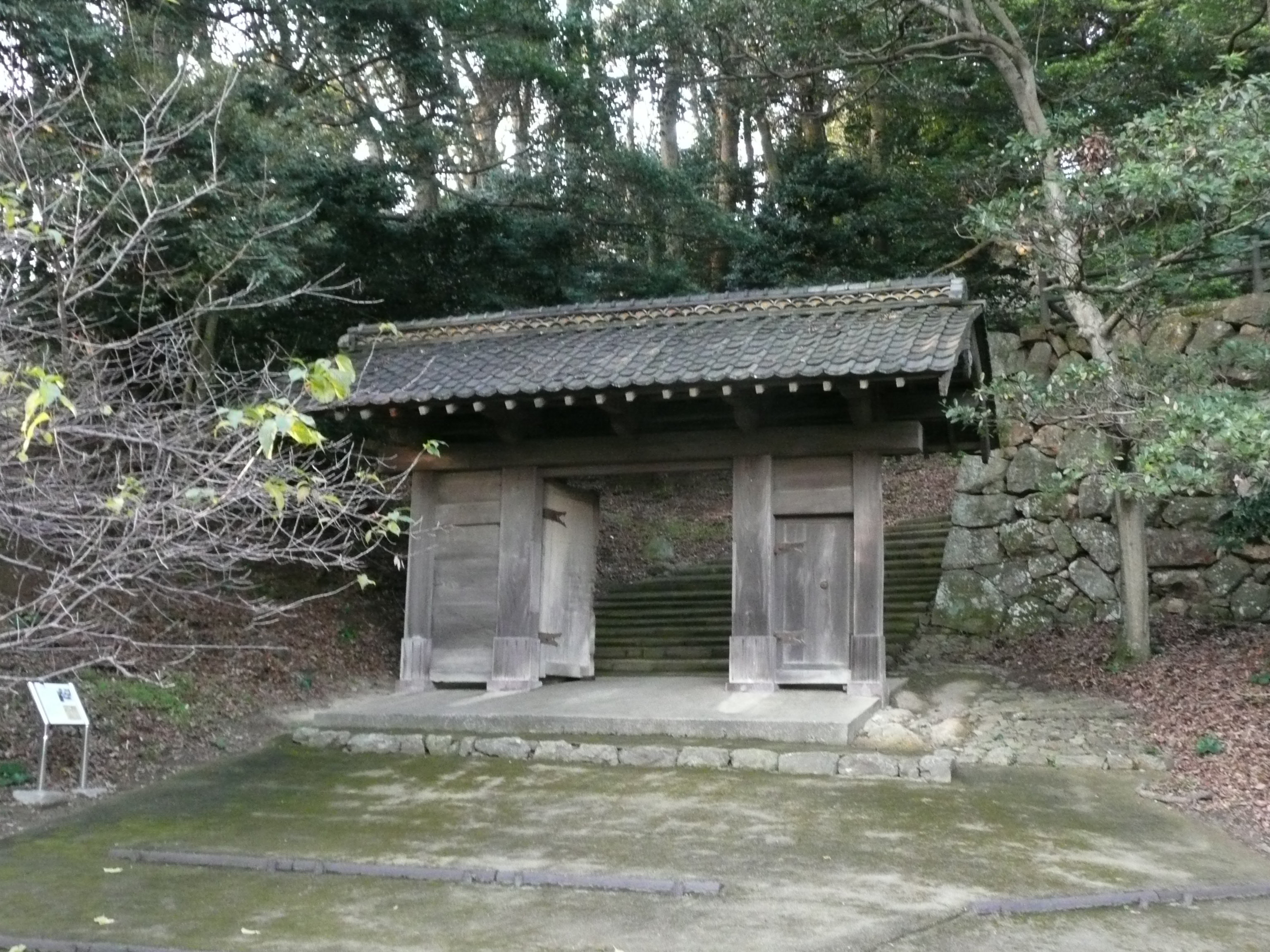
浜田城に移築された津和野藩武家屋敷の門

浜田藩（はまだはん）は、石見国浜田（現在の島根県浜田市）周辺を領有した藩。藩庁は浜田城に置かれた。

## 藩史
石見国は中国地方の大半を領有していた毛利家の所領であった。しかし毛利家は、慶長5年（1600年）の関ヶ原の戦いに敗北し、周防国・長門国の2国に減封となる。その後、石見は徳川氏の直轄領となるが、津和野藩に坂崎直盛が入ると、坂崎家の管理下に置かれた。
元和5年（1619年）2月13日、伊勢松坂藩より古田重治が石見国の1部、5万4000石を与えられて入封し、浜田藩が立藩した。藩庁の置かれた浜田城は、かつて吉川家なども陣屋を置かれとされる鴨山で、古田家が新たに築城したものである。築城の際、鴨という名は城地にふさわしくないとして亀山に地名が改められ、城の別称は亀山城と呼ばれた。慶安元年（1648年）、第2代藩主・古田重恒は重臣を斬殺するというお家騒動（古田騒動）を起こし、また嗣子が無かったこともあって改易となった。
その後、浅野長治と亀井茲政が浜田藩を管理したが、慶安2年（1649年）8月12日、播磨山崎藩より松平（松井）康映が5万石で入封する。その後、5代にわたって在封したが、その際の1716年には「春定用捨（はるさだめようしゃ）訴願騒動」と呼ばれる農民蜂起が発生し、また1724年には奥女中から起こった内紛「鏡山事件」が起きている。第5代藩主・松平康福時代の宝暦9年（1759年）1月15日、下総古河藩に転封される。
代わって同地より、徳川四天王の本多忠勝の嫡流である本多忠敞が5万石で入封した。これは本多氏の一族である本多忠央が前年に郡上騒動による連座で改易され、本家もそれに連座する形で左遷されたものである。第3代藩主・忠粛時代の明和6年（1769年）11月18日、三河岡崎藩へ移封される。
代わって古河藩から岡崎藩に転封されていた松平（松井）康福が再度5万5400石で再封する。康福は老中としての精勤を賞され、1万石の加増を受けた。第3代藩主・康任の時代の天保7年（1836年）鬱陵島を仲介所とする李氏朝鮮・清との密貿易が間宮林蔵の密偵により発覚し、康任は老中を罷免され蟄居されるという竹島事件が起こる。このため、康任は失脚して強制隠居処分に処され、第4代藩主・康爵は天保7年（1836年）3月12日に陸奥棚倉藩へ懲罰的な転封となった。
上野国館林藩より第6代将軍・徳川家宣の弟・清武を祖とする越智松平家の松平斉厚が6万1000石で入封した。第15代将軍・慶喜の実弟であり、水戸徳川家から養子に入った第4代藩主・武聰は、慶応2年（1866年）の第二次長州征伐のとき浜田口を担当し、長州藩側の大村益次郎が指揮する軍にことごとく撃破された。武聰は浜田城を放棄して浜田藩の飛地だった美作国鶴田へ逃れ、浜田は長州藩軍に占領されて廃藩となった。明治2年（1869年）、版籍奉還により同じく長州藩軍の占領下にあった隣接の旧幕府領・石見銀山領とともに大森県として統合された。のちに浜田県を経て、島根県に編入された。

## 歴代藩主

### 古田家
外様 5万4千石 （1619年 - 1648年）
1. 重治
2. 重恒

### 松平〔松井〕家
譜代 5万石 （1649年 - 1759年）
1. 康映
2. 康官
3. 康員
4. 康豊
5. 康福

### 本多家
譜代 5万石（10万石格） （1759年 - 1769年）
1. 忠敞
2. 忠盈
3. 忠粛

### 松平〔松井〕家
再封 5万5千石→6万5千石 （1769年 - 1836年）
1. 康福（やすよし）〔従四位下・周防守、侍従〕 大坂城代・西の丸老中・本丸老中
2. 康定
3. 康任
4. 康爵

### 松平〔越智〕家
親藩 6万1千石 （1836年 - 1866年）
1. 斉厚
2. 武揚
3. 武成
4. 武聰

## 幕末の領地

### 浜田藩領
- 石見国
  - 邑智郡のうち - 46村
  - 那賀郡のうち - 76村
  - 美濃郡のうち - 49村

美作国の飛地領については下記の鶴田藩を参照。

### 鶴田藩領
- 美作国
  - 久米北条郡のうち - 17村

明治維新後に、勝北郡3村、勝南郡31村、久米北条郡22村、久米南条郡29村（以上は龍野藩預かりの旧幕府領、それ以前は旧浜田藩領）、英田郡11村（旧龍野藩領）が加わった。

## 関連作品
- 古川薫「閉じられた海図」文藝春秋 1988年　のち文庫 （竹島事件を扱った小説）